# Couvent Sainte-Garde-des-Champs de Saint-Didier
Notre-Dame de Sainte-Garde est situé à Saint-Didier, en Vaucluse.

## Histoire

### Les missionnaires gardistes
Une chapelle, dédiée à la Vierge Marie, sous le titre de Notre-Dame de Sainte-Garde, fût construite en ce lieu en 1666, par Alexandre Martin, curé de Saint-Didier. Il y adjoint un petit bâtiment pour l’accueil de retraitants.
À partir de 1699, l'abbé Martin est rejoint par quelques prêtres avignonnais, Laurent-Dominique Bertet, Esprit de Benoît, Raymond Maselli, et Joseph François de Salvador. Ils fondent alors la congrégation des Prêtres missionnaires de Notre-Dame de Sainte-Garde, qui perdurera jusqu'à la Révolution française. Elle aura la charge de plusieurs séminaires, dont un à Avignon. Pour distinguer le séminaire avignonnais de celui de Saint-Didier, l'habitude fut prise de désigner le second sous le titre de Sainte-Garde-des-Champs.
Le 24 septembre 1747, une nouvelle chapelle, bien plus grande que celle bâtie par l'abbé Martin est consacrée par l'évêque de Carpentras, Mgr d'Inguimbert. 
À la Révolution, les prêtres sont dispersés et les  lieux vendus comme bien national. La voûte de la chapelle est détruite pour y installer une verrerie. Une magnanerie lui succède.

### Le petit séminaire
À la Restauration, les bâtiments sont rachetés par un groupement de prêtres et de pieux laïcs, réunis autour de l'abbé Albert-Venance Morel, curé de Venasque. En 1818, un petit séminaire y est installé, reconnu par ordonnance royale, le 17 mars 1824. Tout au long du XIXe siècle, il formera plusieurs générations de garçons. Tous ne deviendront pas prêtres. Parmi les anciens élèves, on peut retenir, Léon Barnouin (1815-1888), qui restaurera l'ordre cistercien à Sénanque et Lérins au milieu du XIXe siècle, ou encore les félibres, Félix Gras, Clovis Hugues, Victor Lieutaud, Malachie Frizet, François Jouve. Cette pépinière de félibres s'explique par la présence à Sainte-Garde de l'abbé Emmanuel Bernard (1838-1913), ardent défenseur du provençal à une époque où l'École publique exclut l'usage des langues régionales.
À partir de 1833, les bâtiments sont peu à peu construits pour donner au site sa physionomie actuelle. La chapelle, dessinée par l'abbé Joseph Pougnet, est édifiée entre 1859 et 1863, puis bénie en 1867.
En 1906, à la suite de la loi de séparation des Églises et de l'État, le petit séminaire est fermé. Les bâtiments sont attribués au département, qui ne sait qu'en faire mais a reçu consigne de ne pas le vendre pour éviter un rachat par l'Église.

### Les vicissitudes duXXesiècle
Durant la Première Guerre mondiale, les locaux servent d’hôpital militaire, notamment pour les soins des victimes de gaz de combat.
Dans les années 30, une École de Plein Air s'installe à Sainte-Garde. Elle accueille des enfants retirés à la garde de leurs parents.
Après l'invasion de la zone libre en 1942, une partie des bâtiments est réquisitionnée par l'armée allemande qui y installe un hôpital militaire. En 1944, au moment de fuir, les Allemands tentent d'incendier Sainte-Garde qui sera sauvé par les habitants de Saint-Didier. Quelques piliers rougis par le feu gardent trace de cet épisode.
Après la guerre, l'École de Plein Air continue son œuvre jusqu'en 1971. À cette date, les bâtiments, souffrant de manque d'entretien, sont jugés dangereux pour les enfants et le bâtiment est évacué.
Le domaine est racheté par l’Institut Notre-Dame de Vie, qui le restaure. L'édifice est alors inscrit aux monuments historiques depuis 1981. La restauration permet d'accueillir des retraitants. Depuis 2013, l'institut procède à l'enseignement de la théologie et à la formation des prêtres.

## Galerie d'images

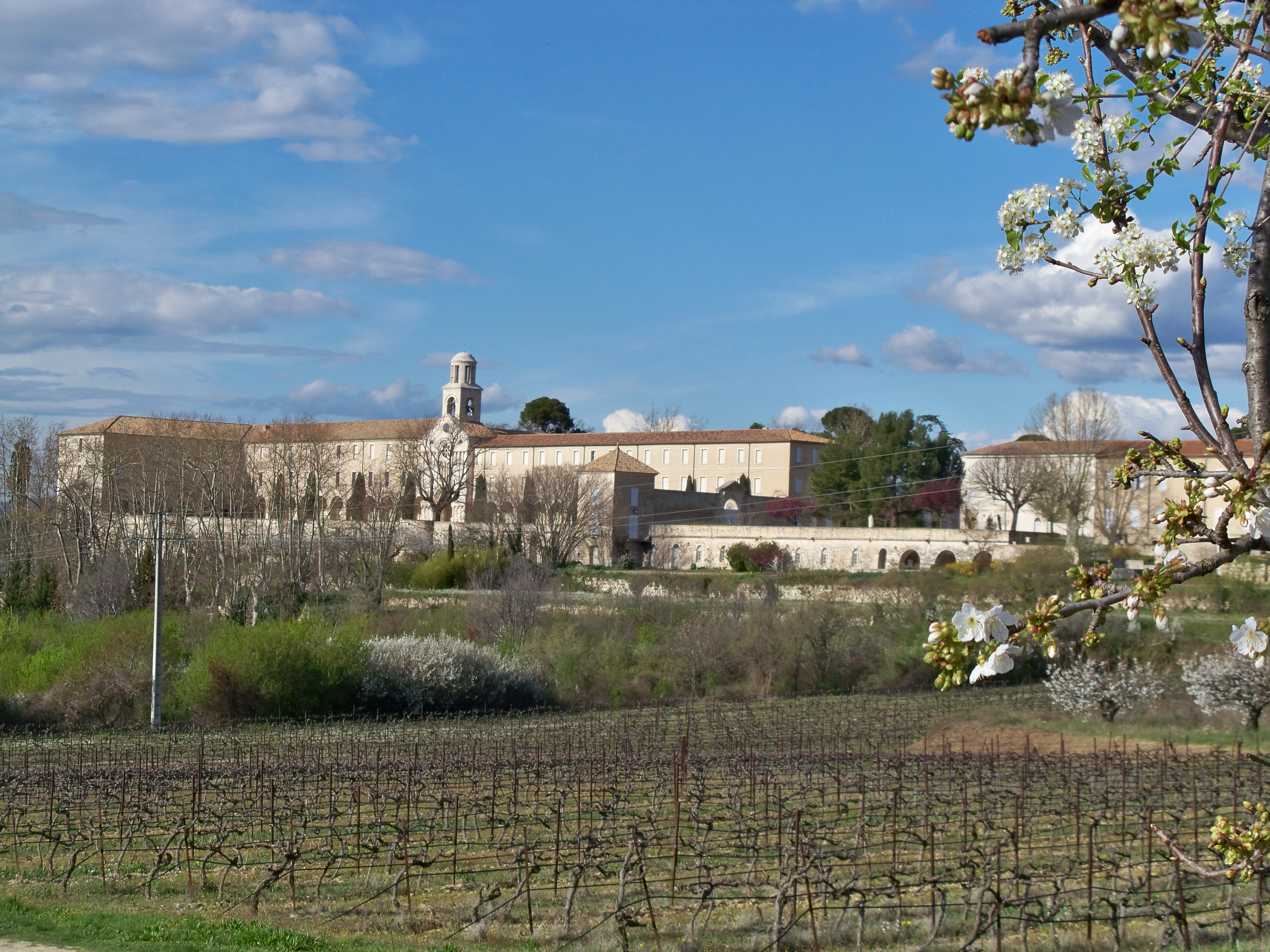
Le couvent Sainte-Garde-des-Champs de Saint-Didier.